# Trigonotis radicans
Trigonotis radicans är en strävbladig växtart. Trigonotis radicans ingår i släktet Trigonotis och familjen strävbladiga växter.

## Underarter
Arten delas in i följande underarter:
- T. r. radicans
- T. r. sericea